# Associazione Calcio Reggiana Femminile 2003-2004
Questa voce raccoglie le informazioni riguardanti l'Associazione Calcio Reggiana Femminile nelle competizioni ufficiali della stagione 2003-2004.

## Stagione
Nel campionato di Serie A 2003-2004 il club realizza 20 punti, frutto delle 5 vittorie, 5 pareggi e 14 sconfitte, classificandosi all'undicesimo posto, l'ultimo che garantisce la salvezza, a 4 punti dal Torino e 2 più del Letti Cosatto Tavagnacco.
In Coppa Italia raggiunge il quinto turno, battuta dalla Fiammamonza ai tiri di rigore dopo che i tempi supplementari si erano conclusi con 3 reti per parte. Il passaggio alla fase successiva, deciso per estrazione tra migliori perdenti del precedente turno, premia la squadra di Tavagnacco.

## Divise e sponsor
La tenuta riproponeva lo schema già utilizzato dalla Reggiana maschile, ovvero completo granata per la prima e completamente bianca, o con calzettoni granata, per la seconda. Lo sponsor principale era Barcom mentre il fornitore delle tenute era Legea.
|  | 1ª divisa |  | 2ª divisa |

## Rosa
Rosa estratta dalle singole fonti sul campionato edite dai quotidiani locali, prevalentemente dalla Gazzetta di Reggio, e reperibili on line. 
| N. |                   | Ruolo | Calciatrice         |
| -- | ----------------- | ----- | ------------------- |
|    | Italia (bandiera) | P     | Isabella Alfieri    |
|    | Italia (bandiera) | P     | Grazia Bacci        |
|    | Italia (bandiera) | P     | Mimma Fazio         |
|    | Italia (bandiera) | D     | Alessia Bonati      |
|    | Italia (bandiera) | D     | Fosca Calloni       |
|    | Italia (bandiera) | D     | Cristina Cassanelli |
|    | Italia (bandiera) | D     | Samantha Dolci      |
|    | Italia (bandiera) | D     | Elisa Giugni        |
|    | Italia (bandiera) | D     | Alessia Marchetti   |
|    | Italia (bandiera) | D     | Stefania Panzini    |
|    | Italia (bandiera) | C     | Samantha Arrigoni   |
|    | Italia (bandiera) | C     | Lara Barbieri       |

| N. |                   | Ruolo | Calciatrice         |
| -- | ----------------- | ----- | ------------------- |
|    | Italia (bandiera) | C     | Valeria Davoli      |
|    | Italia (bandiera) | C     | Angie Finelli       |
|    | Italia (bandiera) | C     | Elisa Fontana       |
|    | Italia (bandiera) | C     | Barbara Fornasari   |
|    | Italia (bandiera) | C     | Eleonora Menta      |
|    | Italia (bandiera) | C     | Giulia Nasuti       |
|    | Italia (bandiera) | C     | Valentina Zavanelli |
|    | Italia (bandiera) | C     | Debora Zinzeri      |
|    | Italia (bandiera) | A     | Francesca Cavagni   |
|    | Italia (bandiera) | A     | Fabiana Costi       |
|    | Italia (bandiera) | A     | Erika Lisi          |
|    | Italia (bandiera) | A     | Cristina Prandi     |

## Calciomercato

### Sessione estiva
| Acquisti | Acquisti | Acquisti | Acquisti |
| R.       | Nome     | da       | Modalità |
| -------- | -------- | -------- | -------- |
|          |          |          |          |

| Cessioni | Cessioni | Cessioni | Cessioni |
| R.       | Nome     | a        | Modalità |
| -------- | -------- | -------- | -------- |
|          |          |          |          |

## Risultati

### Serie A

#### Girone di andata
| Triginto, Mediglia 13 settembre 2003, ore 15:00 CEST 1ª giornata | ACF Milan | 3 – 1 | Reggiana | Campo comunale |

| Reggio Emilia 20 settembre 2003, ore 15:00 CEST 2ª giornata | Reggiana | 1 – 4 | Como 2000 | Stadio Crocetta Canalina |

4 ottobre 2003, 3ª giornata: la Reggiana riposa.
| Arbitro: | Manca (Carbonia) |

|                          |           |  |
| Pedersen 16’, 45+1’, 76’ | Marcatori |  |

| Arbitro: | Arcangioli |

|                      |           |                                                |
| Prandi 60’ Costi 83’ | Marcatori | 2’, 52’ Placchi 8’, 73’, 78’ Gazzoli 28’ Turra |

| Arbitro: | Amore (Catania) |

|                                                                               |           |            |
| Pasqui 4’, 24’, 59’, 88’ Marsico 51’, 66’, 75’, 77’ Boni 9’, 21’ Lattanzi 40’ | Marcatori | 84’ Bonati |

| Arbitro: | Criscione (Firenze) |

|                      |           |             |
| Finelli 42’ Lisi 69’ | Marcatori | 51’ Schiavi |

| 22 novembre 2003, ore 14:30 CEST 8ª giornata | Torino            | 0 – 0 referto | Reggiana | \| Arbitro: \| Alberuccio (Lodi) \| |
| Arbitro:                                     | Alberuccio (Lodi) |               |          |                                     |

| Arbitro: | Chericoni (Pisa) |

|            |           |                      |
| Nasuti 10’ | Marcatori | 61’ Croce 75’ Brutti |

| 6 dicembre 2003, ore 14:30 CET 10ª giornata | Vallassinese Holcim | 2 – 1 | Reggiana |  |

| 13 dicembre 2003, ore 14:30 CET 11ª giornata | Reggiana | 1 – 4 | Bergamo R |  |

| Agliana 22 dicembre 2003, ore 14:30 CET 12ª giornata                            | Agliana   | 2 – 1 referto | Reggiana | Stadio comunale Germano Bellucci |
| \| \| \| \| \| Tardelli 69’ (rig.) Ciardelli 90+3’ \| Marcatori \| 25’ Costi \| |           |               |          |                                  |
|                                                                                 |           |               |          |                                  |
| Tardelli 69’ (rig.) Ciardelli 90+3’                                             | Marcatori | 25’ Costi     |          |                                  |

| Arbitro: | Rinaldi (Milano) |

|                         |           |                |
| Costi 24’ Marchetti 84’ | Marcatori | 3’ Delli Zotti |

#### Girone di ritorno
| 17 gennaio 2004, ore 14:30 CET 14ª giornata | Reggiana | 0 – 1 | ACF Milan |  |

| Arbitro: | Bissacco (Milano) |

|                          |           |                 |
| Mancini 47’ L. Motti 71’ | Marcatori | 24’, 35’ Prandi |

31 gennaio 2004, 16ª giornata: la Reggiana riposa.
| Arbitro: | Romano (Pisa) |

|            |           |                                                               |
| Prandi 30’ | Marcatori | 43’ (rig.) Pintus 67’ Pedersen 77’ Guarino 80’ Tona 83’ Conti |

| Arbitro: | Caisutti (Udine) |

|                              |           |          |
| Gazzoli 50’, 55’ Placchi 90’ | Marcatori | 51’ Lisi |

| Reggio Emilia 7 aprile 2004, ore 16:00 CEST 19ª giornata | Reggiana | 2 – 2 referto | A.D. Decimum Lazio | Stadio Crocetta Canalina |

| Monza 6 marzo 2004, ore 15:00 CET 20ª giornata                                | Fiammamonza | 3 – 0 referto | Reggiana | Stadio Gino Alfonso Sada |
| \| \| \| \| \| Cassanelli 29’ (aut.) Greco 43’ Balconi 85’ \| Marcatori \| \| |             |               |          |                          |
|                                                                               |             |               |          |                          |
| Cassanelli 29’ (aut.) Greco 43’ Balconi 85’                                   | Marcatori   |               |          |                          |

| Scandiano 13 marzo 2004, ore 15:00 CET 21ª giornata                                      | Reggiana  | 5 – 0 referto | Torino | Stadio Andrea Torelli |
| \| \| \| \| \| Lisi 3’ Costi 22’, 68’ Finelli 73’ (rig.) Prandi 90+1’ \| Marcatori \| \| |           |               |        |                       |
|                                                                                          |           |               |        |                       |
| Lisi 3’ Costi 22’, 68’ Finelli 73’ (rig.) Prandi 90+1’                                   | Marcatori |               |        |                       |

| Arbitro: | Perisan (Udine) |

|           |           |  |
| Croce 31’ | Marcatori |  |

| Arbitro: | Perri (Firenze) |

|                          |           |           |
| Prandi 1’, 8’ Nasuti 85’ | Marcatori | 28’ Bruno |

| 17 aprile 2004, ore 16:00 CEST 24ª giornata                                                          | Bergamo R | 3 – 3 referto                      | Reggiana |  |
| \| \| \| \| \| Gabbiadini 4’, 68’ Paliotti 89’ \| Marcatori \| 11’ Nasuti 55’ Cavagni 77’ Finelli \| |           |                                    |          |  |
| |           |                                    |          |  |
| Gabbiadini 4’, 68’ Paliotti 89’                                                                      | Marcatori | 11’ Nasuti 55’ Cavagni 77’ Finelli |          |  |

| Bibbiano 3 maggio 2004, ore 16:00 CEST 25ª giornata            | Reggiana  | 2 – 1 referto | Agliana | Stadio comunale Luigi Bedogni |
| \| \| \| \| \| Costi 60’, 64’ \| Marcatori \| 36’ Ciardelli \| |           |               |         |                               |
|                                                                |           |               |         |                               |
| Costi 60’, 64’                                                 | Marcatori | 36’ Ciardelli |         |                               |

| Arbitro: | Caneve (Pordenone) |

|                 |           |            |
| Delli Zotti 52’ | Marcatori | 89’ Prandi |

### Coppa Italia
| 20 dicembre 2003, ore 15:00 CET Quarto turno | Perugia | 2 – 4 | Reggiana |  |

| Reggio Emilia 14 febbraio 2004, ore 15:00 CET Quinto turno | Reggiana             | 3 – 3 (d.t.s.) | Fiammamonza |  |
| \| \| \| \| \| \| Tiri di rigore 2 – 3 \| \|               |                      |                |             |  |
|                                                            |                      |                |             |  |
|                                                            | Tiri di rigore 2 – 3 |                |             |  |

## Statistiche

### Statistiche di squadra
| Competizione | Punti | In casa | In casa | In casa | In casa | In casa | In casa | In trasferta | In trasferta | In trasferta | In trasferta | In trasferta | In trasferta | Totale | Totale | Totale | Totale | Totale | Totale | DR  |
| Competizione | Punti | G       | V       | N       | P       | Gf      | Gs      | G            | V            | N            | P            | Gf           | Gs           | G      | V      | N      | P      | Gf     | Gs     | DR  |
| ------------ | ----- | ------- | ------- | ------- | ------- | ------- | ------- | ------------ | ------------ | ------------ | ------------ | ------------ | ------------ | ------ | ------ | ------ | ------ | ------ | ------ | --- |
| Serie A      | 20    | 12      | 5       | 1       | 6       | 22      | 28      | 12           | 0            | 4            | 8            | 11           | 34           | 24     | 5      | 5      | 14     | 33     | 62     | -29 |
| Coppa Italia | -     | 1       | 0       | 1       | 0       | 3       | 3       | 1            | 1            | 0            | 0            | 4            | 2            | 2      | 1      | 1      | 0      | 7      | 5      | +2  |
| Totale       | -     | 13      | 5       | 2       | 6       | 25      | 31      | 13           | 1            | 4            | 8            | 15           | 36           | 26     | 6      | 6      | 14     | 40     | 67     | -27 |

### Andamento in campionato
| Giornata  | 1 | 2 | 3 | 4 | 5 | 6 | 7 | 8 | 9 | 10 | 11 | 12 | 13 | 14 | 15 | 16 | 17 | 18 | 19 | 20 | 21 | 22 | 23 | 24 | 25 | 26 |
| --------- | - | - | - | - | - | - | - | - | - | -- | -- | -- | -- | -- | -- | -- | -- | -- | -- | -- | -- | -- | -- | -- | -- | -- |
| Luogo     | T | C | - | T | C | T | C | T | C | T  | C  | T  | C  | C  | T  | -  | C  | T  | C  | T  | C  | T  | C  | T  | C  | T  |
| Risultato | P | P | - | P | P | P | V | N | P | P  | P  | P  | V  | P  | N  | -  | P  | P  | N  | P  | V  | P  | V  | N  | V  | N  |
| Posizione |   |   |   |   |   |   |   |   |   |    |    |    | 12 |    |    |    |    |    |    | 13 |    |    | 11 |    |    | 10 |

Legenda:

Luogo: C = Casa; T = Trasferta. Risultato: V = Vittoria; N = Pareggio; P = Sconfitta.

### Statistiche delle giocatrici
| Giocatore   | Serie A  | Serie A | Serie A     | Serie A    | Coppa Italia | Coppa Italia | Coppa Italia | Coppa Italia | Totale   | Totale | Totale      | Totale     |
| Giocatore   | Presenze | Reti    | Ammonizioni | Espulsioni | Presenze     | Reti         | Ammonizioni  | Espulsioni   | Presenze | Reti   | Ammonizioni | Espulsioni |
| ----------- | -------- | ------- | ----------- | ---------- | ------------ | ------------ | ------------ | ------------ | -------- | ------ | ----------- | ---------- |
| L. Barbieri | 1        | 0       | ?           | ?          | ?            | ?            | ?            | ?            | 1+       | 0+     | ?           | ?          |
| F. Costi    | ?        | 8       | ?           | ?          | ?            | ?            | ?            | ?            | ?        | 8+     | ?           | ?          |
| G. Nasuti   | ?        | 6       | ?           | ?          | ?            | ?            | ?            | ?            | ?        | 6+     | ?           | ?          |
| C. Prandi   | ?        | 8       | ?           | ?          | ?            | ?            | ?            | ?            | ?        | 8+     | ?           | ?          |